# Гайкув
Гайкув (пол. Gajków) — село в Польщі, у гміні Черниця Вроцлавського повіту Нижньосілезького воєводства.
Населення — 1145 осіб (2011).

## Демографія
Демографічна структура станом на 31 березня 2011 року:
|          | Загалом | Допрацездатний вік | Працездатний вік | Постпрацездатний вік |
| -------- | ------- | ------------------ | ---------------- | -------------------- |
| Чоловіки | 552     | 147                | 372              | 33                   |
| Жінки    | 593     | 141                | 368              | 84                   |
| Разом    | 1145    | 288                | 740              | 117                  |